# クイズ データとこ勝負!!
『クイズ データとこ勝負!!』（クイズ データとこしょうぶ）は、1985年10月14日から1986年3月24日までテレビ東京系列局で放送されていたクイズ番組である。テレビ東京とIVSテレビ制作の共同製作。全23回。放送時間は毎週月曜 19:00 - 19:30 （日本標準時）。

## 司会
- 荻島真一（後の荻島眞一）
- 山田邦子